# Pseudonotoliparis rassi
Pseudonotoliparis rassi är en fiskart som beskrevs av Pitruk, 1991. Pseudonotoliparis rassi ingår i släktet Pseudonotoliparis och familjen Liparidae. Inga underarter finns listade i Catalogue of Life.